# 30.ª División de Granaderos de las Waffen-SS

Insignia de la División

La 30.a División de Granaderos Waffen-SS (en alemán: 30. Waffen-Grenadier-Division der SS) fue una división de infantería de las Waffen-SS alemanas formada en gran parte por personal bielorruso, ruso y ucraniano de la Brigada Siegling-Schutzmannschaft en agosto de 1944 en Varsovia, Polonia. La división fue transferida al sudeste de Francia a mediados de agosto de 1944 para combatir a las Fuerzas Francesas del Interior (F.F.I.). El rendimiento de la división en combate fue pobre, y dos batallones se amotinaron, asesinaron a sus líderes alemanes y desertaron a las F.F.I. Otras tropas de la división cruzaron la frontera suiza y fueron internadas. Posteriormente, parte del personal de la división fue transferido al Ejército Ruso de Liberación, mientras que otros fueron retenidos para formar la Brigada de Infantería SS Rutenia Blanca desde enero de 1945.

## Formación y organización inicial
El 31 de julio de 1944 se emitieron órdenes para formar una división con el personal de la Brigada Siegling-Schutzmannschaft, que posteriormente se organizaron en cuatro regimientos de infantería (numerados del 1 al 4). La organización inicial de la división también incluyó un batallón de artillería, un batallón de caballería y un batallón de entrenamiento. En ese momento, el nombre completo de la división era 30. Waffen-Grenadier-Division der SS (russische Nr. 2). El término Waffen-Grenadier se usó para referirse a las divisiones de infantería de las SS tripuladas por personal que no pertenecía a la etnia alemana.
A finales de agosto de 1944, a fuerza de la división se estimó en 11.600 efectivos y la mayor parte eran originarios de Bielorrusia. El cuadro de liderazgo de la división era principalmente alemán.
A mediados de agosto de 1944, la división fue trasladada por ferrocarril al sureste de Francia en la región de Belfort y Mulhouse. Para octubre, la organización de la división había sido modificada a tres regimientos de infantería de tres batallones cada uno, un batallón de motocicletas (de reconocimiento), un batallón de artillería y un batallón de reemplazo. El batallón de artillería consistía en dos piezas de artillería soviéticas capturada de 122 mm.

## Motín y deserción
Los miembros de la división llegaron a Vesoul el 20 de agosto de 1944 y fueron responsables de la seguridad de la Brecha de Belfort, en particular contra las operaciones realizadas por las F.F.I.. El mismo día, otros MIEMBROS de la división ocuparon el área alrededor de Campo de Valdahon, a unos treinta kilómetros al sureste de Besançon.
Los eventos posteriores demostraron la falta de lealtad de la división a la causa Nazi. El 27 de agosto de 1944, bajo la dirección del comandante Lev (León) Hloba, un batallón ucraniano de la división en Vesoul disparó a su cuadro de liderazgo alemán y desertó a una unidad de las F.F.I. en el bosque de Confracourt, trayendo 818 hombres, armas antitanques de 45 mm., morteros de 82 mm. y 50 mm., 21 ametralladoras pesadas, así como grandes cantidades de armas pequeñas y municiones de pequeño calibre. Una deserción similar ocurrió el mismo día cerca del Campamento Valdahon, siendo en esta ocasión cientos de hombres, un cañón anticarro, ocho ametralladoras pesadas, cuatro morteros y armas pequeñas y municiones. Los desertores fueron posteriormente incorporados al F.F.I. como el 1.er y 2° Batallón Ucraniano y muchos se fusionaron en la 13.ª Media Brigada de la Legión Extranjera, subordinada en sí a la 1.ª División de Infantería (Francia Libre).
El 29 de agosto de 1944, el primer y el tercer batallón del 4° Regimiento de la división desertaron y cruzaron la frontera hacia Suiza.
El 2 de septiembre, dos escuadrones (compañías) del batallón de caballería de la división (anteriormente Kosaken-Schuma-Abteilung 68 y renombrado como Waffen-Reiter-Abteilung der SS 30) fueron rodeados y destruidos en un ataque sorpresa en Melin por los ucranianos que había desertado en el bosque de Confracourt.
La posterior investigación de estos eventos por parte de las autoridades alemanas determinó que unos 2.300 hombres en la división considerados "poco confiables". Como castigo, este personal fue transferido a dos regimientos de construcción de trincheras de campo (alemán: Schanzregiment) subordinados al Comandante de Transporte de Karlsruhe, dejando unos 5.500 hombres todavía en la división. Estos hechos también llevaron a que se lo colocara en la reserva del Grupo de Ejércitos G y que los altos mandos alemanes en Alsacia la vieran como una unidad poco fiable.
El 24 de octubre de 1944, la división se había reorganizado en tres regimientos, numerados del 75 al 77, cada uno de dos batallones de infantería. Esta organización se correspondía con las órdenes para la formación de la división que había sido emitida en agosto de 1944 por la SS-Führungshauptamt. Sin embargo, debido a las pérdidas, el 77.° Regimiento fue disuelto el 2 de noviembre.

## Combates
El éxito del avance francés en la Brecha de Belfort que comenzó el 13 de noviembre de 1944 creó una crisis en las defensas alemanas de Belfort a Mulhouse. Con las unidades defensoras bajo una fuerte presión, los alemanes se comprometieron con la 30.a División SS para contraatacar z frenar a los franceses en Seppois. El avance de la división el 19 de noviembre llegó a un punto aproximadamente a una milla al norte de Seppois, pero fue detenida allí y rechazado por los contraataques franceses. La división luego se puso a la defensiva en el área alrededor de Altkirch.
Como la situación de los combates contra los alemanes en el sur de Alsacia se estancaría en lo que se conocería como la Bolsa de Colmar, la 30ª División SS permaneció en la línea del frente alemán al norte de Huningue y al oeste del río Rin. A finales de diciembre de 1944, con su poderío reducido a 4.400 hombres, la división se retiró del frente y se retiró al área de entrenamiento de Grafenwöhr en el interior de Alemania.

## Disolución y segunda formación
Las órdenes para disolver la división se emitieron el 1 de enero de 1945, y la división llegó a Grafenwöhr el 11 de enero. El personal ruso en la división fue transferido a la 600ª División de Infantería, una unidad de rusos organizada por la Alemania nazi y perteneciente al Ejército Ruso de Liberación.
El 15 de enero de 1945, el personal no ruso de la división se organizó en la 1.ª Brigada de Granaderos SS Rutenia Blanca, una unidad que tenía un solo regimiento de infantería (el 75) con tres batallones y otras unidades, como batallón de artillería y un batallón de caballería. Mientras todavía se organizaba, la brigada fue retitulada la 30ª División de Granaderos SS (1ª Ruthenia blanca) (en alemán: 30. Waffen-Grenadier-Division der SS (weissruthenische Nr. 1) el 9 de marzo de 1945, pero todavía tenía un solo regimiento de infantería. Finalmente, en abril de 1945, esta división también se disolvió, con el cuadro alemán enviado a las Divisiones de Granaderos SS 25º y 38º.

## Crímenes de guerra
Los soldados de la división junto con una unidad italiana no especificada mataron a 40 civiles en Étobon, en Francia el 27 de septiembre de 1944, en represalia por el apoyo dado por los aldeanos a los partisanos franceses. 27 adicionales fueron llevados del pueblo a Alemania; de ellos, siete recibieron disparos diez días después.

## Comandantes
| N.º | Retrato | Comandante                                              | Desde          | Hasta               |
| --- | ------- | ------------------------------------------------------- | -------------- | ------------------- |
| 1   |         | SS-Obersturmbannführer Hans Siegling (1912-desconocido) | Agosto de 1944 | 15 de abril de 1945 |